# أسد البحر
أسد البحر حيوان بحري يشبه الفقمة سمي أسد البحر لوجود عرف حول رقبة الذكور يشبه لبدة الأسد.

## تصنيف
- SUBORDER زعنفيات الأقدام
- Family Otariidae
  - Subfamily فقمة الفراء
    - جنس Arctocephalus (southern fur seal; 8 species)
    - جنس Callorhinus (northern fur seal; 1 species)

  - Subfamily أسد البحر
    - جنس Eumetopias
      - أسد بحر ستيلر, E. jubatus

    - جنس Neophoca
      - أسد البحر الأسترالي, N. cinerea

    -  جنس Otaria
      - أسد البحر الأمريكي الجنوبي, O. flavescens

    - حنس Phocarctos
      - أسد بحر نيوزيلندا or Hooker's Sea Lion, P. hookeri

    -  جنس Zalophus
      - أسد البحر الكاليفورني, Z. californianus
      - أسد البحر الياباني, Z. japonicus - انقراض (1950s)
      - أسد البحر الغالاباغوسي, Z. wollebaeki
- Family فقميات: true seals
- Family فظيات  [لغات أخرى]‏: Walrus

## أسد البحر الكاليفورني
حيوان لبون ضار من الفقميات، وهو من رنبة زعنفيات الأقدام، موطنه ساحل كاليفورنيا وجرز غالاباغوس والساحل الياباني وعادة ما يألف المياه الساحلية، وهو الأسد البحر الذي نشاهده عادة في حدائق الحيوانات، يبلغ طوله حوالي 240 سم ويزن حوالي 280 كلغ، وله معطف بني وللذكر منه عرف بارز كبير، يبدأ موسم التكاثر بين شهري أيار وحزيران، فيدافع الذكر عن إناثه، وبعد فترة حمل تدوم 12 شهرا تلد الأنثى صغيرا واحدا، وترضعه لمدة 3 أشهر حتى يصبح بعدها قادرا على العناية بنفسه.

## أسد البحر النجمي
يألف هذا الحيوان العيش في المياه الساحلية والمناطق الساحلية الصخرية للباسيفيكي وفي آسيا، يبلغ طوله الإجمالي حوالي 3 أمتار ويزن نحو 1100 كلغ، وعادة ما تكون الأنثى أخف وزنا من الذكر وأقصر منه، إذ يبلغ طولها حوالي 75% من طول الذكر وتزن نحو 25% من وزنه، والذكر بلون الفلين لكن صدره وبطنه داكنان وتبدو الأنثى بلون باهت بينما تميل ألوان الصغار إلى السواد، وعنقه غليظة وله عرف كثيف، وكما هو الأمر في كل الزعنفيات فإن لأسد البحر 34 سنا توجد خلف الأنياب الخلفية، ويعتبر من أكبر العجول البحرية ذوات الأذنين وذلك لظهور أذنيه بوضوح بخلاف الفقمات الأخرى، وعندما يحين موسم التناسل في أيار يبدأ أسد البحر في التجمع ضمن مجموعات كبيرة حيث تصل الذكور أولا إلى مجاثم الطيور في الجزيرة، ويؤسس كل ذكر منطقته ويدافع عنها ضد الذكور الأخرى ن، وبعد إسبوعين تصل الإناث الحوامل حيث تصبح كالزوار في منطقة الذكر ثم لا تلبث الأنثى أن تلد، وبعد ذلك تحدث المعاشرة وتبقى البيضة المخصّبة لا تنغرس في الرحم حتى حلول تشرين الأول، وتعتني الأم بضغارها حتى بلوغهم السنة الأولى من العمر.